# Empty Rooms
Empty Rooms ist eine 1984 von Gary Moore veröffentlichte Ballade, die er mit Neil Carter schrieb.
Das Gitarrensolo wird als eines seiner besten angesehen.

## Text und Musik
Das Lied handelt von der Einsamkeit eines Mannes, den seine Frau verlassen hat. Es ist ein langsamer, trauriger Titel.

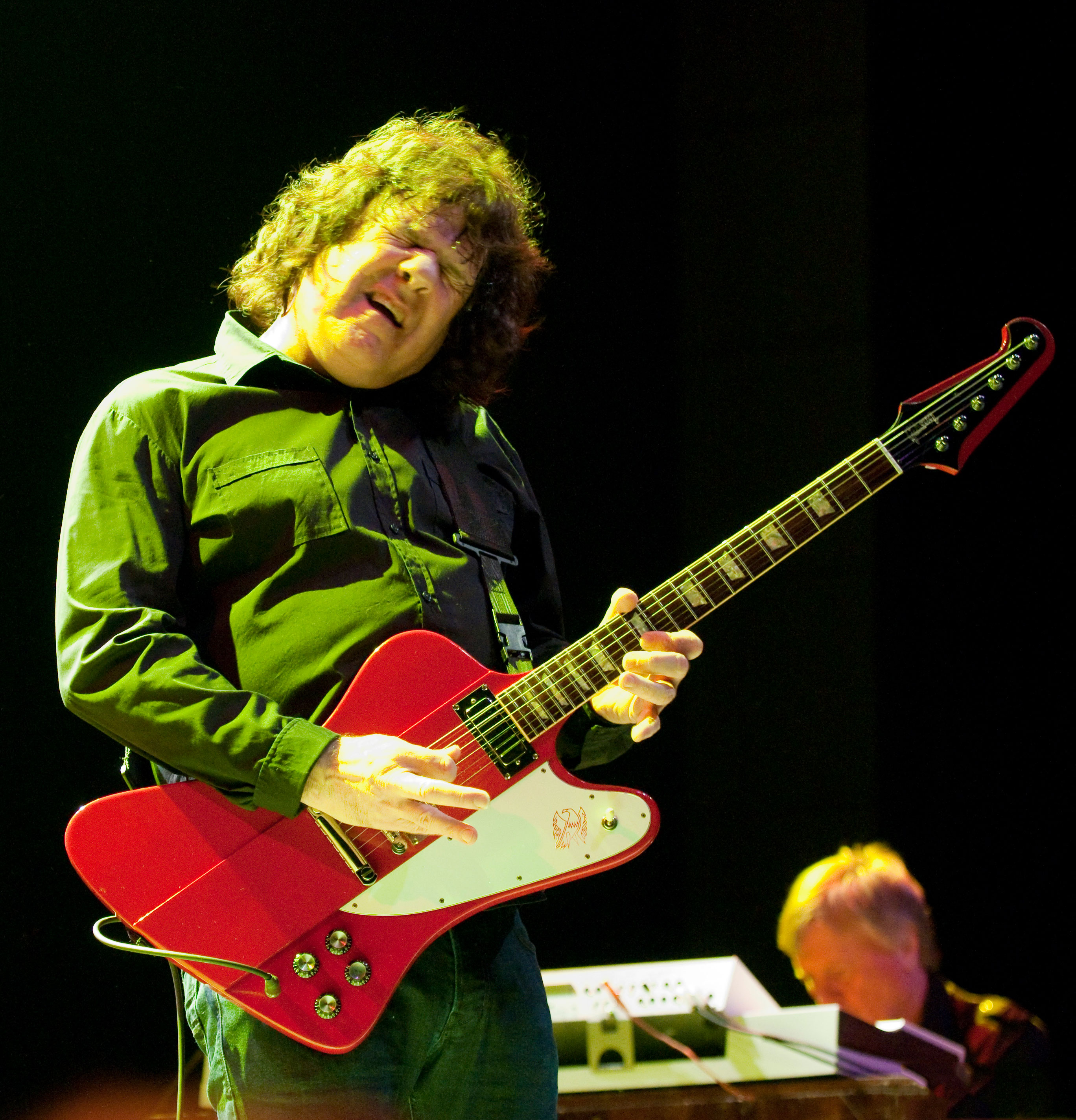
Gary Moore (2005)

In einem Interview mit Gary Moore und Phil Lynott von Mai 1985 der Musikzeitschrift Kerrang sagte Moore über dieses Lied, es sei „sehr persönlich. Es wurde nicht geschrieben, weil ich Selbstmitleid hatte, es war etwas, was ich einmal durchgemacht habe – etwas, das jeder irgendwann einmal durchmacht.“
Der Co-Autor Neil Carter sagte: „Ich scherze immer, dass der Song mein Haus finanziert hat, aber ich nehme an, dass es im Laufe der Jahre wahrscheinlich der Fall war!“